# Spinapecruris curvirostris
Spinapecruris curvirostris är en kräftdjursart som först beskrevs av T. Scott 1894.  Spinapecruris curvirostris ingår i släktet Spinapecruris, och familjen Cletodidae. Arten är reproducerande i Sverige.